# Tibouchina diffusa
Tibouchina diffusa är en tvåhjärtbladig växtart som först beskrevs av Pav. och George Don jr, och fick sitt nu gällande namn av Célestin Alfred Cogniaux. Tibouchina diffusa ingår i släktet Tibouchina och familjen Melastomataceae. Inga underarter finns listade i Catalogue of Life.